# Hemigrammocharax machadoi
Hemigrammocharax machadoi és una espècie de peix de la família dels citarínids i de l'ordre dels caraciformes.

## Morfologia
- Els mascles poden assolir 4 cm de longitud total.[3][4]

## Hàbitat
És un peix d'aigua dolça i de clima tropical.

## Distribució geogràfica
Es troba a Àfrica.